# Melanie Garanin
Melanie Garanin (geb. 1972 in Berlin) ist eine deutsche Illustratorin, Kinderbuchautorin und Comiczeichnerin. Sie studierte Animationsfilm an der Hochschule für Film und Fernsehen Potsdam-Babelsberg. Seit 1998 arbeitet sie als freiberufliche Animatorin und Illustratorin. Sie lebt mit ihrer Familie in einer Kleinstadt nahe Berlin.

## Werke
Melanie Garanin ist Autorin mehrerer Bücher für Kinder im Vorschul- bzw. Erstlesealter, die sie selbst illustriert hat. Darüber hinaus hat sie zahlreiche Kinderbuchtitel anderer Autoren illustriert, darunter die Pippa-Pepperkorn-Reihe von Charlotte Habersack für den Carlsen-Verlag, Bücher aus der Yoko-Reihe von Knister im Arena Verlag und 2020 die Geschichte Lotta Barfuß und das meschuggene Haus von Jens Steiner im Ravensburger Verlag. Sowohl eigene Werke als auch von ihr illustrierte Titel wurden in andere Sprachen übertragen.

## Nils
Im September 2020 erschien ihre erste autobiografische Graphic Novel NILS. Von Tod und Wut. Und von Mut, die wegen ihres Themas Aufmerksamkeit in den Medien fand. Das Buch entstand als Reaktion auf den Tod ihres dreijährigen Sohnes Nils infolge einer nicht erkannten Bauchspeicheldrüsenentzündung während der Leukämietherapie, die 2015 an der Berliner Charité durchgeführt wurde. Obwohl das Kind wiederholt über heftige Bauchschmerzen klagte und diese Erkrankung eine bekannte Nebenwirkung der Chemotherapie bei Leukämie ist, wurde dieser Umstand in der Klinik nicht erkannt und behandelt, was in kurzer Zeit zum Tod von Nils führte.
Seit Garanin 2017 mit der Arbeit an Nils begann, „nennt sie sich allerdings Comiczeichnerin und will am liebsten nichts anderes mehr machen“.

## Werke (Auswahl)
- Was bleibt, ist Licht. Ein Trostbuch. arsEdition GmbH, München 2021, ISBN 978-3-8458-4350-6.
- Der Habicht und der Hahn, Kinderbuch ab 5 Jahren, mit  Käptn Peng, mairisch Verlag, Hamburg 2021, ISBN 978-3-948722-12-8.
- NILS. Von Tod und Wut. Und von Mut. Carlsen Verlag, Hamburg 2020, ISBN 978-3-551-76049-4.